# دار الشيخ (القدس)

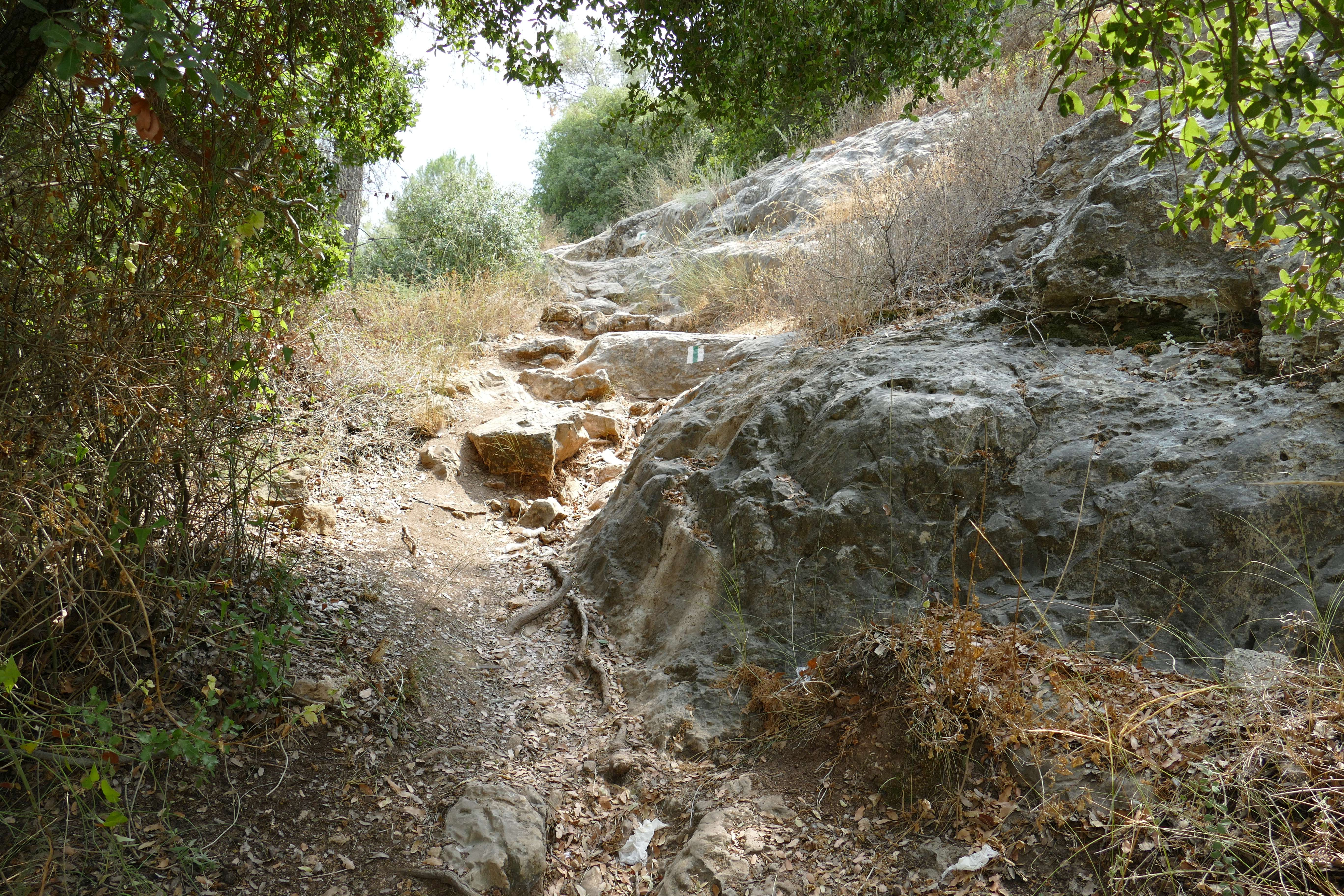
قرية دير الشيخ في القدس

دار الشيخ أو (دير الشيخ)، قرية فلسطينية مُهجّرة، تقع جنوب غرب القدس، تبعد عنها 16 كم، مساحة أراضي دير الشيخ 6781 دونماً، منها 141 دونماً للطرق والأودية، ولا يملك الاحتلال الصهيوني منها شيئاً.
كان سكان القرية يؤدون الضرائب على عدد من الغلال كالقمح والشعير والزيتون والفاكهة، بالإضافة إلى عناصر أخرى من الإنتاج والمستغلات كالماعز وخلايا النحل وكروم العنب، وكان للقرية مسجدان، مسجد كبير القبة في طرفها الشرقي، أما من الجنوب الغربي فيوجد مسجد لمقام الشيخ سلطان بدر.
احتوت القرية عدة دكاكين صغيرة، وكان أهلها يتزودون بمياه الشرب من بئر تقع في الركن الغربي للقرية، واهتموا بتربية المواشي بالإضافة إلى الزراعة، وكان من معالم القرية الأثرية بقايا جدران، وأعمدة، وأسس، أبنية دارسة، صهاريج، مدافن، ومعاصر.

## موقع القرية

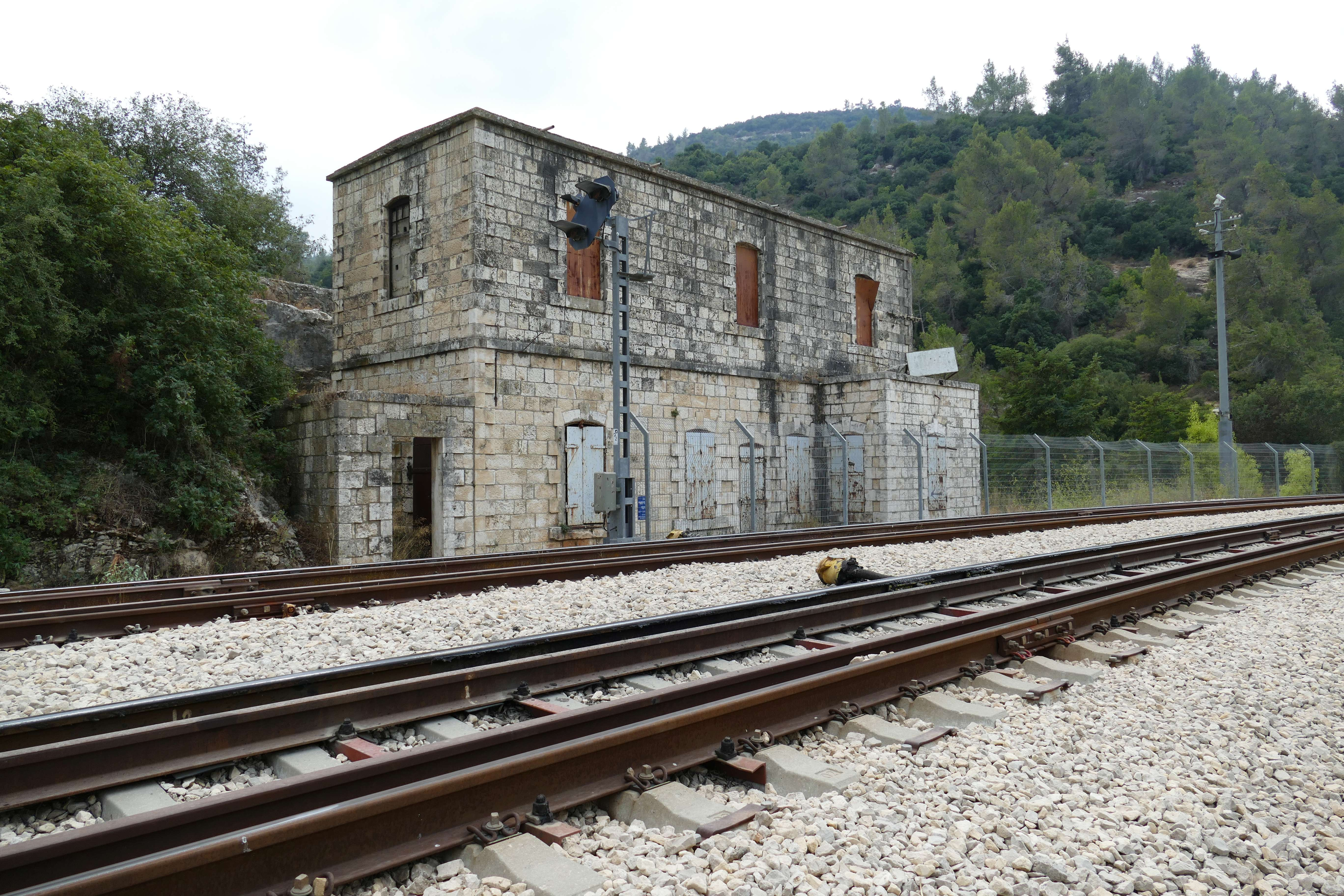
قرية دير الشيخ بمحاذاة الطريق الفرعية المؤدية إلى طريق القدس- يافا.

أقيمت ديرالشيخ فوق السفوح الشمالية لجبل الشيخ سلطان بدر أحد جبال القدس. تشرف من جهة الشمال الشرقي على وادي الصرار. وكان طريق القدس- يافا العام وخط سكة الحديد يمران بالوادي، وكانت إحدى محطات قطار سكة الحديد تقع على بعد نصف كيلومتر إلى الشرق من القرية. متوسط ارتفاعها 475 متر عن سطح البحر، ويجري في أراضيها الشرقية وادي النمر أحد روافد وادي إسماعيل. وقد بنيت معظم مبانيها بالحجر، واتخذ مخططها شكلاً مستطيلاً، إذ تمتد المباني امتداداً طولياً نحو الشمال والجنوب، إضافة إلى امتداد بعضها بمحاذاة الطريق الفرعية المؤدية إلى طريق القدس- يافا. وكان من معالم دير الشيخ مسجد ومقام للشيخ سلطان بدر، وبعض الدكاكين الصغيرة. وكان أهلها يشربون من بئر واقعة إلى الغرب من القرية. وتوجد بجوارها خربة الطنطورة، وخربة نبهان الأثريتان. وبالرغم من امتداد القرية فقد كان نموها العمراني بطيئا، إذ لم تتجاوز مساحتها (حتى عام 1945) 8 دونمات.

## سكان القرية
كان عدد سكان قرية دير الشيخ 99 نسمة في عام 1922، وازداد العدد في عام 1931 إلى 155 نسمة كانوا يقيمون في 26 بيتاً، عام 1945 كان عدد سكانها 220 نسمة معظمهم من المسلمين، وبينهم 10 مسيحيين، أمّا في عام 1948 كان عدد السكان 255 نسمة يقيمون في 42 بيتا، وكانت منازلهم في معظمها حجرية. وقد اعتدت العصابات الصهيونية على دير الشيخ في عام 1948؛ واحتلوها لأهميتها وقاموا بطرد سكانها العرب وتهجيرهم، وتدمير مساكنها. 

## احتلال القرية وتطهيرها عرقياً

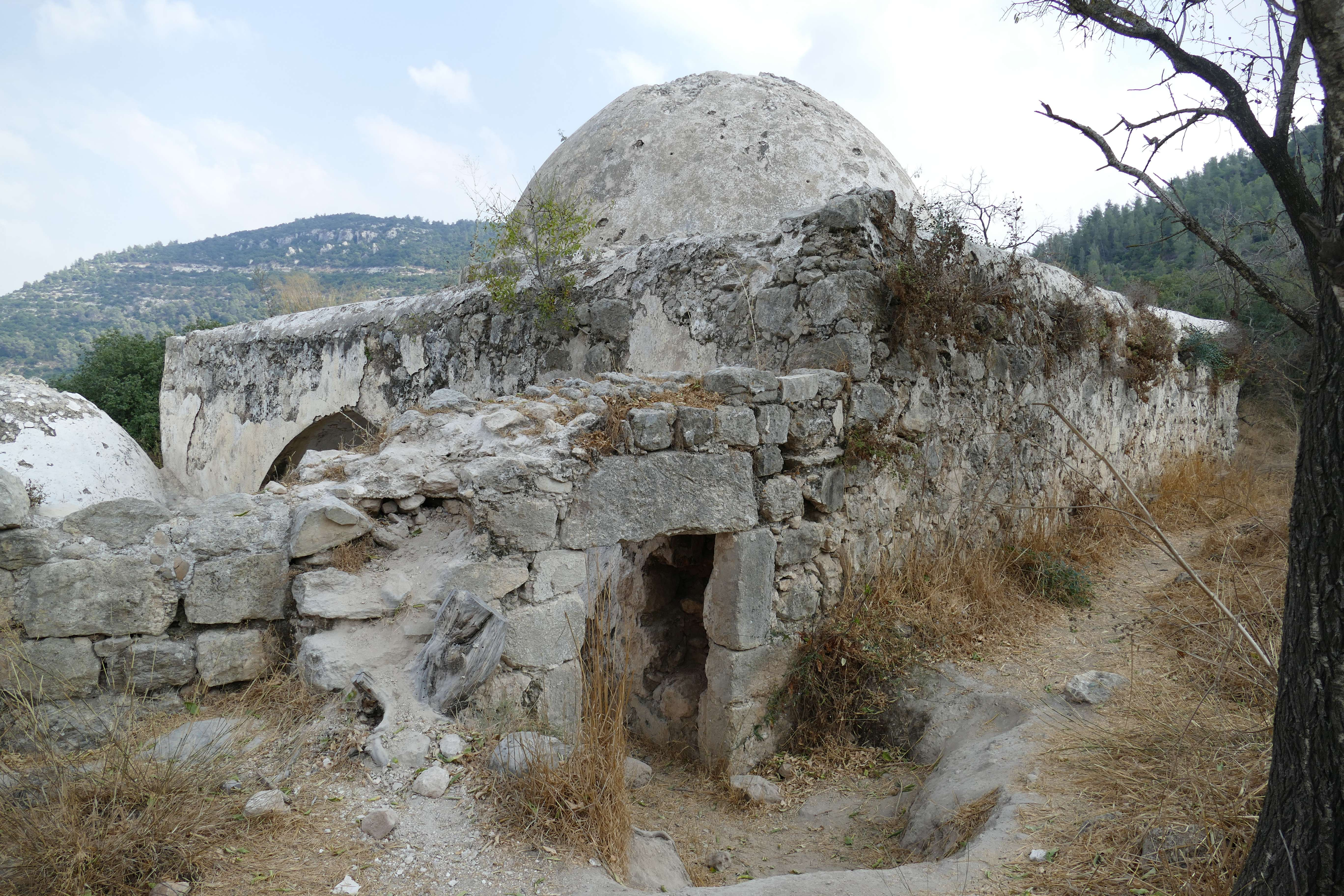

مع انتهاء الهدنة الثانية في 15 تشرين الأول أكتوبر 1948 طُهرَت قرية دير الشيخ عرقيا بالكامل على يد الكتيبة الصهيونية الإرهابية «هرئيل» في سياق العملية التي عُرفت بعملية «هئار»، وقد احتلوا القرية وشردوا السكان وذلك يوم 21 تشرين الأول أكتوبر.

## القرية اليوم
لا مستعمرات إسرائيلية على أراضي القرية. أمّا نيس هريم (155128) التي أُنشئت في سنة 1950، فتبعد كيلومتراً واحداً إلى الجنوب الغربي من موقع القرية، وتقع في أرض تابعة لقرية بيت عطاب. تبقى من قرية دير الشيخ مقام الشيخ سلطان بدر، وهو بناء أبيض ذو قبتين ومداخل مقنطرة وفناء، وقد تحول اليوم إلى موقع سياحي إسرائيلي. وتغطي الأعشاب البرية ركام الحجارة المتناثر غربي المقام. وينبت الصبار وكثير من شجر الزيتون على مداميك المصاطب شرقي القرية وغربيها. ولا تزال أنقاض المنازل والمصاطب المبعثرة في أنحاء الموقع بادية للعيان.